# Karl Sesta
Karl Sesta (18 de marzo de 1906 - 12 de julio de 1974) fue un futbolista austríaco que representó tanto al equipo nacional austríaco como, posteriormente tras el ascenso nazi, al equipo nacional alemán. Formó parte del famoso Wunderteam austriaco y a nivel de clubes jugó, entre otros, en el FK Teplice, Wiener AC y FK Austria Wien.

## Palmarés
Internacional
- Copa Mitropa (1):
  - 1936

Clubes
- Copa de Austria (3):
  - 1931, 1935, 1936

### Participaciones en Copas del Mundo
| Mundial                        | Sede   | Resultado    | Partidos | Goles |
| ------------------------------ | ------ | ------------ | -------- | ----- |
| Copa Mundial de Fútbol de 1934 | Italia | Cuarto lugar | 4        | 1     |